# 薩林 (密歇根州)
薩林（英語：Saline）是一個位於美國密歇根州沃什特瑙縣的城市。

## 人口
根據2020年美國人口普查的數據，薩林的面積為11.41平方千米，當中陸地面積為11.23平方千米，而水域面積為0.18平方千米。當地共有人口8948人，而人口密度為每平方千米784人。